# (2682) Soromundi
(2682) Soromundi (1979 MF4; 1972 LO) ist ein ungefähr fünf Kilometer großer Asteroid des inneren Hauptgürtels, der am 25. Juni 1979 von den US-amerikanischen Astronomen Schelte John Bus und Eleanor Helin am Siding-Spring-Observatorium in der Nähe von Coonabarabran, New South Wales in Australien (IAU-Code 260) entdeckt wurde. Er gehört zur Duponta-Familie, einer Gruppe von Asteroiden, die nach (1338) Duponta benannt ist.

## Benennung
(2682) Soromundi ist das lateinische Wort für „Schwestern der Welt“ und ist nach der Los-Angeles-Abteilung der Young Women’s Christian Association benannt.